# Aleksandr Lesun
Aleksandr Leonidovitj Lesun (ryska: Александр Леонидович Лесун), född den 1 juli 1988 i Borisov i Vitryska SSR (nu Barysaŭ i Belarus), är en rysk modern femkampare.
Han tog OS-guld i modern femkamp i samband med de olympiska tävlingarna i modern femkamp 2016 i Rio de Janeiro..